# ブランシュ・ド・フランス (オーストリア公妃)

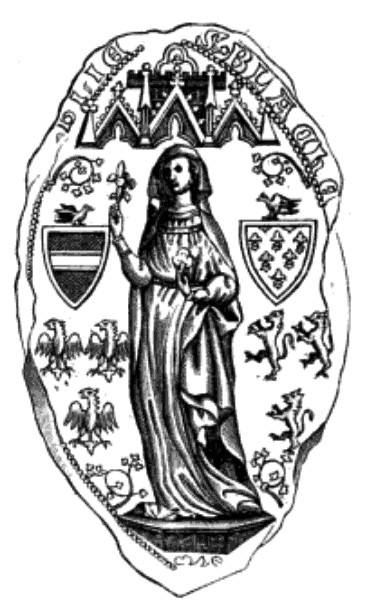
ブランシュのシール

ブランシュ・ド・フランス（Blanche de France, 1282年頃 - 1305年3月1日）は、フランス王フィリップ3世と2番目の妃マリー・ド・ブラバンの娘で、オーストリア公ルドルフ3世（のちのボヘミア王ルドルフ1世）の最初の妃。ドイツ語名はブランカ（Blanka）。異母兄にフィリップ4世、ヴァロワ伯シャルルが、同母兄にエヴルー伯ルイが、同母姉妹にイングランド王妃マーガレットがいる。
1300年、ハプスブルク家のローマ王アルブレヒト1世の息子であるオーストリア公ルドルフ3世と結婚した。2人の間には1304年に夭逝した一女が生まれたのみで、1305年にブランシュはウィーンで死去した。翌1306年、ルドルフはヴァーツラフ2世の未亡人リクサ・エルジュビェタと再婚し、ボヘミア王位を獲得したが1307年に病死した。